# Trichopalpina nimba
Trichopalpina nimba är en fjärilsart som beskrevs av Fletcher och Pierre E.L. Viette 1955. Trichopalpina nimba ingår i släktet Trichopalpina och familjen nattflyn. Inga underarter finns listade i Catalogue of Life.